# Carlo Adriano
Carlo Adriano (Villarreal, Castellón, 12 de febrero de 2001) es un futbolista español que juega en la demarcación de centrocampista en el Querétaro FC de la Primera División de México.

## Biografía
Tras formarse como futbolista en las categorías inferiores del Villarreal CF, finalmente en 2020 debutó con el segundo equipo el 18 de octubre de 2020 contra el SCR Peña Deportiva, encuentro que ganó por 1-0 el equipo santaeulariense. El 16 de diciembre de 2020 debutó con el primer equipo en Copa del Rey contra la SD Leioa.
En Primera División debutó el 3 de enero de 2022, en la victoria del Villarreal por 5-0 frente al Levante U. D.

## Clubes
Actualizado al último partido disputado el 21 de junio de 2025.
| Club                 | País   | Año       | Partidos | Goles |
| -------------------- | ------ | --------- | -------- | ----- |
| Villarreal CF "C"    | España | 2019-2020 | 26       | 6     |
| Villarreal CF "B"    | España | 2020-2025 | 128      | 7     |
| Villarreal CF        | España | 2020-2025 | 3        | 0     |
| CD Mirandés (cedido) | España | 2025      | 9        | 0     |
| Querétaro FC         | México | 2025-     |          |       |